# Lijst van 3FM Megahits in 1995
Deze hits waren 3FM Megahit in 1995 op Radio 3FM:
| Nr. | Week    | Artiest                                     | Titel                                      | Hoogste positie in de Mega Top 50 |
| --- | ------- | ------------------------------------------- | ------------------------------------------ | --------------------------------- |
| 99  | Week 1  | Live                                        | I Alone                                    | 20                                |
| 100 | Week 2  | Eternal                                     | Oh Baby I...                               | 9                                 |
| 101 | Week 3  | Simple Minds                                | She's a River                              | 18                                |
| 102 | Week 4  | Bit Machine & Daisy Dee                     | Somebody Real                              | 17                                |
| 103 | Week 5  | TLC                                         | Creep                                      | 19                                |
| 104 | Week 6  | Annie Lennox                                | No More "I Love You's"                     | 17                                |
| 105 | Week 7  | Snap! & Summer                              | The First the Last Eternity (Till the End) | 2                                 |
| 106 | Week 8  | Duke                                        | So in Love with You                        | 3                                 |
| 107 | Week 9  | Herbie                                      | Right Type of Mood                         | 10                                |
| 108 | Week 10 | 2 Unlimited                                 | Here I Go                                  | 4                                 |
| 109 | Week 11 | MN8                                         | I've Got a Little Something for You        | 13                                |
| 110 | Week 12 | Nightcrawlers                               | Push the Feeling On (MK Dub of Doom Remix) | 6                                 |
| 111 | Week 13 | Take That                                   | Back for Good                              | 2                                 |
| 112 | Week 14 | The Bucketheads                             | The Bomb! (These Sounds Fall into My Mind) | 11                                |
| 113 | Week 15 | Bryan Adams                                 | Have You Ever Really Loved a Woman?        | 2                                 |
| 114 | Week 16 | Strike                                      | U Sure Do                                  | 15                                |
| 115 | Week 17 | Haddaway                                    | Fly Away                                   | 10                                |
| 116 | Week 18 | Björk                                       | Army of Me                                 | 13                                |
| 117 | Week 19 | Live                                        | Selling the Drama                          | 15                                |
| 118 | Week 20 | Whigfield                                   | Think of You                               | 6                                 |
| 119 | Week 21 | Bon Jovi                                    | This Ain't a Love Song                     | 3                                 |
| 120 | Week 22 | Michael Jackson & Janet Jackson             | Scream                                     | 4                                 |
| 121 | Week 23 | U2                                          | Hold Me, Thrill Me, Kiss Me, Kill Me       | 7                                 |
| 122 | Week 24 | East 17                                     | Hold My Body Tight                         | 20                                |
| 123 | Week 25 | Skibby & King Lover                         | Feel My Riddim                             | 16                                |
| 124 | Week 26 | Everything But The Girl                     | Missing (Todd Terry Remix)                 | 5                                 |
| 125 | Week 27 | Foo Fighters                                | This Is a Call                             | 32                                |
| 126 | Week 28 | Jordan Hill                                 | Remember Me This Way                       | 17                                |
| 127 | Week 29 | Sin With Sebastian                          | Shut Up (and Sleep with Me)                | 3                                 |
| 128 | Week 30 | Take That                                   | Never Forget                               | 8                                 |
| 129 | Week 31 | Seal                                        | Kiss from a Rose                           | 3                                 |
| 130 | Week 32 | Marco Borsato                               | Je hoeft niet naar huis vannacht           | 7                                 |
| 131 | Week 33 | Michael Jackson                             | You Are Not Alone                          | 6                                 |
| 132 | Week 34 | Faithless                                   | Salva mea (Save Me)                        | 16                                |
| 133 | Week 35 | René Froger, Ruth Jacott & Marco Borsato    | You've Got a Friend                        | 3                                 |
| 134 | Week 36 | 2 Brothers on the 4th Floor                 | Come Take My Hand                          | 4                                 |
| 135 | Week 37 | The Symbol                                  | I Hate U                                   | 18                                |
| 136 | Week 38 | Simply Red                                  | Fairground                                 | 5                                 |
| 137 | Week 39 | N-Trance & Ricardo da Force                 | Stayin' Alive                              | 12                                |
| 138 | Week 40 | Oleta Adams                                 | Never Knew Love                            | 16                                |
| 139 | Week 41 | Coolio & L.V.                               | Gangsta's Paradise                         | 1(6wk)                            |
| 140 | Week 42 | Nick Cave and the Bad Seeds & Kylie Minogue | Where the Wild Roses Grow                  | 9                                 |
| 141 | Week 43 | Queen                                       | Heaven for Everyone                        | 2                                 |
| 142 | Week 44 | Mighty Dub Kats                             | Magic Carpet Ride                          | 9                                 |
| 143 | Week 45 | Tina Turner                                 | GoldenEye                                  | 17                                |
| 144 | Week 46 | Passengers                                  | Miss Sarajevo                              | 5                                 |
| 145 | Week 47 | Björk                                       | It's Oh So Quiet                           | 19                                |
| 146 | Week 48 | Mariah Carey & Boyz II Men                  | One Sweet Day                              | 2                                 |
| 147 | Week 49 | The Beatles                                 | Free as a Bird                             | 9                                 |
| 148 | Week 50 | The Symbol                                  | Gold                                       | 25                                |
| 149 | Week 51 | Simply Red                                  | Remembering the First Time                 | 23                                |
| -   | Week 52 | Geen 3FM Megahit                            | Geen 3FM Megahit                           | Geen 3FM Megahit                  |

1993 · 
1994 ·
1995 · 
1996 ·
1997 ·
1998 ·
1999 ·
2000 ·
2001 ·
2002 ·
2003 ·
2004 ·
2005 ·
2006 ·
2007 ·
2008 ·
2009 ·
2010 ·
2011 ·
2012 ·
2013 ·
2014 ·
2015 ·
2016 ·
2017 ·
2018 ·
2019 ·
2020 ·
2021 ·
2022 ·
2023 ·
2024 ·
2025